# هيكتور خيمينيز
هيكتور خيمينيز (بالإسبانية: Héctor Giménez Silvera)‏ (29 أبريل 1975 في الأوروغواي - ) هو لاعب كرة قدم مكسيكي في مركز الهجوم. لعب مع كلوب ليون ونادي سان لويس ونادي نيكاكسا ودورادوس سينالوا وGallos Hidrocálidos de Aguascalientes ‏ ونادي كوريكامينوس ‏ وIndios de Ciudad Juárez ‏ واستوديانتس دي التاميرا ‏ وDeportivo Toluca F.C. Reserves and Academy ‏.

## وصلات خارجية
- هيكتور خيمينيز على موقع قاعدة بيانات كرة القدم.إي يو (الإنجليزية)
- هيكتور خيمينيز على موقع Soccerway.com (الإنجليزية)